# Baulking
Baulking – wieś w Anglii, w hrabstwie Oxfordshire, w dystrykcie Vale of White Horse. Leży 25 km na południowy zachód od Oksfordu i 99 km na zachód od Londynu. W 2011 miejscowość liczyła 107 mieszkańców.